# Petrolisthes novaezelandiae
Petrolisthes novaezelandiae is een tienpotigensoort uit de familie van de Porcellanidae. De wetenschappelijke naam van de soort is voor het eerst geldig gepubliceerd in 1885 door Filhol.